# Alexandra Bronkers
Pour les articles homonymes, voir Bronkers.
Alexandra Bronkers, de son vrai nom Alexandra Bronckaers, née le 6 janvier 1969 à Rocourt,  est une animatrice belge de télévision.

## Biographie
Née en Belgique, Alexandra Bronkers obtient son bac en 1987. L'année suivante, elle s'inscrit dans une école de danse de Cannes et entame une carrière de mannequin.
Elle débute en 1994, sa carrière à la télévision en tant que naguette dans l'émission N'oubliez pas votre brosse à dents de Nagui sur France 2. De juin à décembre 1995, elle anime les Nuits musicales, toujours sur France 2.
Aux côtés de C Jérôme, elle co-présente le jeu télévisé La chanson trésor sur TF1 à l'été 1996.
Elle anime Célébrités sur TF1 de 1997 à juin 1999, puis l'émission de caméra cachée intitulée Surprise sur prise ! en 1998.
Après avoir quitté TF1, elle fonde le magazine féminin Guide de la femme qui paraît jusqu'en 2003, puis se lance dans la création d'une marque de vêtements. Elle est aujourd'hui consultante marketing à Miami.